# Rawson (Buenos Aires)
Rawson es una localidad argentina del partido de Chacabuco en la provincia de Buenos Aires. Su principal actividad económica es la agropecuaria, e industrias y servicios afines como molinos y plantas de acopio. Fecha de Fundación: se toma como referencia la llegada del ferrocarril el 1 de marzo de 1885. A diferencia de la zona oeste del partido de Chacabuco cuya propiedad del territorio se encuentra altamente subdividida, la zona de Rawson es punto de referencia de las principales estancias de Chacabuco. Se destaca por ser un pueblo pequeño y tranquilo. Fue declarado ciudad. Cuenta con muchas Instituciones. Se destaca el puente peatonal uno de los únicos en la zona, creado entre 1970/75 por la sociedad de fomento

## Accesos
Cuenta con estación del Ferrocarril General San Martín y su principal vía de comunicación es la ruta provincial 51 a la cual se llega mediante el acceso restaurado durante 2006. Dista unos 180 km de la Ciudad de Buenos Aires.

## Población
Cuenta con 2,123 habitantes (Indec, 2010), lo que representa un descenso del 2,8% frente a los 2184 habitantes (Indec, 2001) del censo anterior. Entre sus pobladores podemos encontrar habitantes de diferentes nacionalidades y/o sus descendientes de países como Italia, Uruguay, Bolivia,España, Irlanda, Chile, Japón, Italia, Pueblo Mapuche, otros pueblos Originarios, Holanda, Paraguay, entre otros.
| Gráfica de evolución demográfica de Rawson entre 1980 y 2010 |
|                                                              |
| Fuentes: INDEC                                               |

## Fiestas
En Rawson tiene lugar la Fiesta Provincial de la Primavera que es una de las celebraciones más importantes del año en el pueblo que se lleva a cabo en el mes de noviembre con desfile de carrozas, elección de la reina, shows de artistas, expositores, patio de comidas.
En marzo se realiza la Fiesta Aniversario con Actividades deportivas, recreativas, desfiles, paseo de expositores, cantina, elección de la reina, números folklóricos y otros espectáculos artísticos (solistas, bandas y grupos de danzas).
"FIESTA DEL ALFAJOR ARTESANAL" desde 2017, donde se realiza el concurso del mejor alfajor artesanal, el alfajor creativo, el mejor expositor, el peso del alfajor gigante, danzas folklóricas, canto, música y baile. Ya han participado 20 expositores no solo de Rawson sino de la zona también. Las primeras dos ediciones se realizaron en abril de 2017 y julio de 2018.
FESTIVAL DE CAHUÍN es un encuentro regional de danzas folklóricas. Su primera edición se realizó en junio de 2013, a partir de octubre del mismo año se celebra anualmente, donde se  han presentado más 30 grupos folklóricos de danzas, artesanos, grupos de coros, cantantes, grupos de teatros, campeonatos de naipes, proyecciones de documentales, películas infantiles y argentinas, clases y seminarios de danzas. Han participado más de 10 partidos de la Provincia de Bs. As. de 15 localidades diferentes. Es organizado por el Taller de Folklore "Rawson", es un evento gratuito y a total beneficio de diferentes instituciones.
#Hecho en Rawson, un grupo de artesanos y microemprendedores independientes se juntaron para poder mostrar sus productos, comercializar y juntos poder convocar visitas e inyectar la economía local. Organizan encuentros al aire libre "Mercado de Productores" ofreciendo sus creaciones hechas a mano en más de 40 espacios, participaron artistas locales. Se realizaron con muchísima convocatoria el 4 de noviembre y el 16 de diciembre de 2018. El III Encuentro será en febrero de 2019

## Instituciones
Cuenta con instituciones de Educación Inicial, Primaria, Secundaria, Terciaria, Centro de Educación Agraria, Instituto Privado de Profesorado de Inglés, Instituto de Arte Folklórico (I.D.A.F) de Profesorado de Danzas Folklóricas, Biblioteca Popular, Centro Cultural.
Instituciones deportivas como Club Defensores, Club Sarmiento, Club San Lorenzo, Campo de Pato "El Relincho".
CENTRO CULTURAL "AVE FÉNIX": espacio abierto a la comunidad desde junio de 2012 para encuentros, charlas, debates, espectáculos, reuniones, talleres y otras actividades. Funcionan 4 instituciones que comparten el espacio que a continuación se detallan: el Club de Observadores de Aves "C.O.A. Chingolo Rawson", la  Escuela de Actividades Culturales "E.A.C. Rawson", la Comisión Organizadora de la "Fiesta Provincial de la Primavera" y la "Peña Virgen de Loreto sede Rawson". La inauguración oficial fue el 1 de mayo de 2014, el mismo día se realizó la imposición de nombre a la Sala Principal llamada "Santiago Sanz".

## Lugares para visitar
Teatro Italiano, Centro Cultural "Ave Fénix", Plaza Principal, estación de tren, Puente Ferroviario Peatonal, Monte de Nardi. Encuentro de Artesanos y Microemprendedores #hechoenRawson

## Religión
Existe diversidad de culto y ateos, asimismo las referencias más notorias están dadas por:
1- Iglesia Nueva Apostólica
2- Iglesia Evangélica Peniel
3- Iglesia Católica Apostólica Romana
4- Testigos de Jehová
5- Otros